# كين مارينو
كين مارينو (بالإنجليزية: Ken Marino)‏ (و. 1968 – م) هو ممثل، وكاتب سيناريو، وممثل تلفزيوني، من الولايات المتحدة الأمريكية، ولد في ويست إسليب، نيويورك.

## التعليم
تعلم في مدرسة تيش العليا للفنون.

## وصلات خارجية
- كين مارينو على موقع IMDb (الإنجليزية)
- كين مارينو على موقع روتن توميتوز (الإنجليزية)
- كين مارينو على موقع ألو سيني (الفرنسية)
- كين مارينو على موقع ميوزك برينز (الإنجليزية)
- كين مارينو على موقع أول موفي (الإنجليزية)
- كين مارينو على موقع قاعدة بيانات الأفلام السويدية (السويدية)
- كين مارينو على موقع إن إن دي بي (الإنجليزية)
- كين مارينو على موقع قاعدة بيانات الفيلم (الإنجليزية)
- كين مارينو على موقع كينوبويسك (الروسية)